# Jeffrey Clark

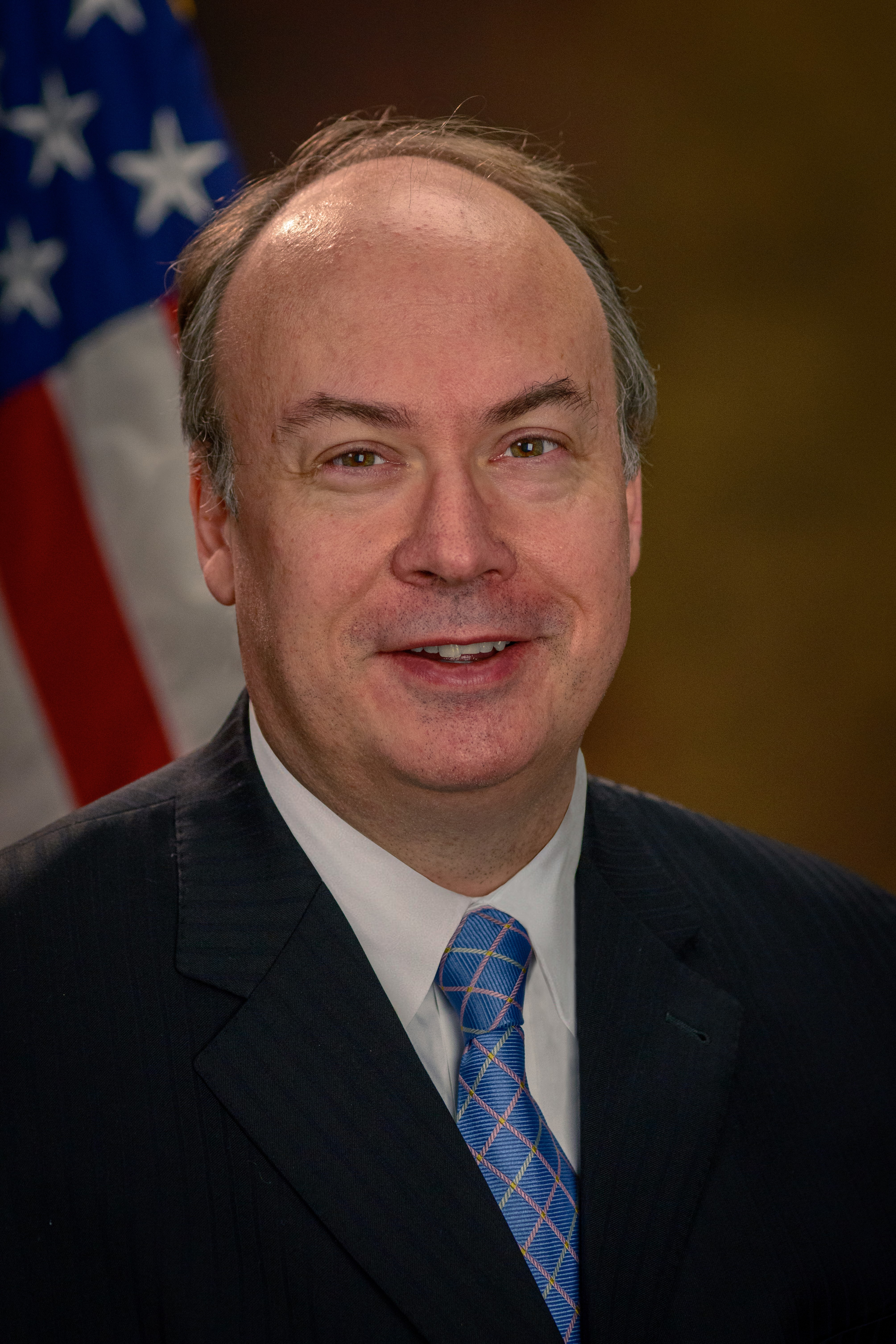
Jeffrey Clark (2018)

Jeffrey Bossert Clark (* 17. April 1967 in Philadelphia) ist ein US-amerikanischer Rechtsanwalt, der von 2018 bis 2021 Assistant Attorney General für die Abteilung Umwelt und natürliche Ressourcen war. Im September 2020 wurde er außerdem zum kommissarischen Leiter der Zivilabteilung ernannt. In den Jahren 2020 und 2021 unterstützte er den damaligen Präsidenten Donald Trump bei dem Versuch, die Präsidentschaftswahlen 2020 zu untergraben. Clarks Handlungen in diesem Zusammenhang werden von der Anwaltskammer des District of Columbia auf ein mögliches Disziplinarverfahren überprüft.
Nachdem Joe Biden die Präsidentschaftswahlen 2020 gewonnen hatte und Trump sich weigerte, seine Niederlage einzugestehen, indem er falsche und rasch widerlegte Behauptungen über Betrug aufstellte, arbeitete Clark an Möglichkeiten, die Wahlergebnisse für nichtig zu erklären, um Trump einen widerrechtlichen Verbleib an der Macht zu ermöglichen. Trump versuchte erfolglos, Clark an der Spitze des Justizministeriums zu installieren, als der amtierende Justizminister Jeffrey Rosen sich weigerte, Trumps falschen Behauptungen über Wahlbetrug Glauben zu schenken und die Wahlergebnisse in wichtigen Bundesstaaten wie Georgia rechtswidrig zu annullieren: Als Trump vorschlug, Rosen durch Clark zu ersetzen, drohten ihm so viele hochrangige Regierungsmitglieder mit ihrem Rücktritt, dass der Präsident von dem Plan abließ. Clark trat am 14. Januar 2021 nach einer Kontroverse über sein Vorgehen nach der Wahl zurück.
Nach dem Ende der Trump-Regierung wurde Clark kurzzeitig zum Chief of Litigation und Director of Strategy bei der konservativ-libertären New Civil Liberties Alliance ernannt. Am 1. Dezember 2021 stimmte der Ausschuss zur Untersuchung des Sturms auf das Kapitol am 6. Januar 2021 dafür, eine Anklage wegen Missachtung des Kongresses gegen Clark zu empfehlen, nachdem er es versäumt hatte, Dokumente auszuhändigen und sich weigerte, Fragen zu beantworten.

## Leben
Clark wurde in Philadelphia geboren. Er machte seinen Abschluss an der Father Judge High School. Er war Mitglied des parlamentarischen Debattenteams am Harvard College, wo er 1989 einen Bachelor of Arts in Wirtschaft und Geschichte erwarb. Er erwarb einen Master of Arts in städtischen Angelegenheiten und öffentlicher Politik an der Joseph R. Biden, Jr. School of Public Policy & Administration an der University of Delaware im Jahr 1993 und einen Juris Doctor am Georgetown University Law Center im Jahr 1995.
Nach seinem Abschluss des Studiums arbeitete Clark als Referendar für Richter Danny J. Boggs vom United States Court of Appeals for the Sixth Circuit.
Von 1996 bis 2001 und von 2005 bis 2018 arbeitete Clark als Anwalt bei Kirkland & Ellis. Von 2001 bis 2005 diente er in der Regierung von George W. Bush als Deputy Assistant Attorney General für die Abteilung Umwelt und natürliche Ressourcen des Justizministeriums. Bei Kirkland & Ellis vertrat Clark die United States Chamber of Commerce in Prozessen, die die Befugnis der Bundesregierung zur Regulierung von Kohlenstoffemissionen und den „Endangerment Finding“ der Environmental Protection Agency anfechten.
Von 2012 bis 2015 war er Mitglied des Verwaltungsrats der American Bar Association’s Administrative Law Section. Er ist außerdem Mitglied der Federalist Society.

## Assistant Attorney General
Im Juni 2017 wurde Clark von Präsident Donald Trump zum Assistant Attorney General für die Abteilung Umwelt und natürliche Ressourcen ernannt. Am 11. Oktober 2018 wurde er vom Senat bestätigt. Innerhalb der Abteilung entwickelte Clark „den Ruf, aggressive konservative Rechtsgrundsätze zu vertreten und einen praktischen Ansatz zu verfolgen, der von einigen Kollegen gelobt wurde, aber die Berufsjuristen in seinem Team oft frustrierte.“
Clark hatte sich gegen die Regulierung von Treibhausgasen ausgesprochen. Im Jahr 2010 hatte er die Bemühungen der USA zur Regulierung von Treibhausgasen als „eine Art leninistisches Programm aus den 1920er-Jahren bezeichnet, um die Kontrolle über die Kommandohöhen der Wirtschaft zu übernehmen“.
Während seiner Zeit als Assistant Attorney General versuchte Clark, das Justizministerium davon abzuhalten, straf- und zivilrechtliche Anklagen gegen den Pipelinebetreiber Summit Midstream Partners aus North Dakota zu erheben, weil dieser an der bisher größten Verschmutzung des Landes durch Ölbohrungen beteiligt war. Clarks Versuche, den Fall zu verzögern, veranlassten die ihm unterstellten Staatsanwälte, sich direkt an den stellvertretenden Generalstaatsanwalt Rosen zu wenden, mit dem Argument, dass Clarks Begründung für die Verzögerung des Falles mit „jahrzehntelanger Rechtsprechung“ unvereinbar sei. Letztendlich setzte das Justizministerium den Fall fort, der sich zu einem der größten Fälle von Wasserverschmutzung in der Geschichte der Vereinigten Staaten entwickelte. Summit Midstream Partners bekannte sich schließlich schuldig und musste 36,3 Millionen Dollar an zivilrechtlichen Strafen zahlen.

### Zivilabteilung
Im September 2020 wurde er mit Unterstützung des Deputy Attorney Generals Rosen auch zum kommissarischen Leiter der Zivilabteilung des Justizministeriums ernannt. Anschließend versuchte Clark erfolglos, die Regierung in Prozesse wegen Verleumdung gegen Präsident Trump durch eine Klägerin, die Trump der Vergewaltigung beschuldigte, und gegen eine ehemalige Freundin von First Lady Melania Trump einzubeziehen.

### Präsidentschaftswahl 2020
Ende Dezember 2020 und Anfang Januar 2021 versuchte Clark erfolglos, das Justizministerium dazu zu bringen, Trumps Versuche zu unterstützen, die Ergebnisse der Präsidentschaftswahlen 2020 zu kippen. Nachdem Joe Biden die Präsidentschaftswahlen 2020 gewonnen hatte, weigerte sich Trump, einzugestehen, und versuchte, Bidens Sieg zu kippen, indem er Behauptungen über angeblichen Wahlbetrug aufstellte. Clark wurde Trump von dem republikanischen Kongressabgeordneten Scott Perry vorgestellt. Ende Dezember 2020 drängte Clark den amtierenden Attorney General Rosen, seinen Stellvertreter Richard Donoghue und andere hochrangige Beamte des Justizministeriums dazu, das Ministerium zu veranlassen, die Untersuchung ernsthafter Wahlbetrugsfälle anzukündigen. Sie lehnten den Vorschlag ab; Rosen und sein Vorgänger William Barr hatten sich dem Druck von Trump widersetzt, sich in das Wahlergebnis einzumischen oder es in Zweifel zu ziehen.
Am 28. Dezember 2020 wandte sich Clark an Rosen und Donoghue mit einem Briefentwurf, den er angeblich mit Perry besprochen hatte, und bat sie, ihn zu unterzeichnen. Der Brief war an Beamte des Bundesstaates Georgia gerichtet und besagte, dass das Justizministerium über Beweise verfüge, die „erhebliche Bedenken“ hinsichtlich der Wahlergebnisse in mehreren Bundesstaaten aufkommen ließen und im Widerspruch zu dem stünden, was Barr Wochen zuvor öffentlich verkündet hatte. In dem Schreiben wurde vorgeschlagen, dass die Legislative des Bundesstaates Georgia „eine Sondersitzung einberufen sollte, um Fragen im Zusammenhang mit der Ernennung von Wahlmännern für das Präsidentenamt zu erörtern“. Sowohl Rosen als auch Donoghue weigerten sich, den Brief zu unterzeichnen. Der Brief wurde nie abgeschickt.
Anfang Januar 2021 widersprach Clark einem Briefing, das hochrangige Beamte des Justizministeriums vom Director of National Intelligence John Ratcliffe erhalten hatten und in dem festgestellt wurde, dass es keine Beweise dafür gab, dass ausländische Mächte in die Wahlmaschinen eingegriffen hatten. Er behauptete, die Analysten der Geheimdienste würden Informationen zurückhalten, und sagte, er habe gehört, dass „ein Dominion-Gerät über ein intelligentes Thermostat mit einer Netzverbindungsspur, die zurück nach China führt und auf das Internet zugreift“ verfügt.

### Versuchte Ernennung zum Attorney General
Ebenfalls im Januar zog Trump in Erwägung, Rosen durch Clark zu ersetzen, weil er enttäuscht war, dass Rosen Trumps Betrugsvorwürfe nicht unterstützen würde, während Clark an Möglichkeiten gearbeitet hatte, die Wahlergebnisse anzuzweifeln oder sogar zu kippen. Trump erwartete, dass Clark als amtierender Attorney General die Entscheidungen früherer Attorney Generals rückgängig machen und öffentlich erklären würde, dass das Justizministerium ernsthafte Bedenken hinsichtlich der Wahlergebnisse hatte. Insbesondere würde er eine Untersuchung wegen angeblichen Wahlbetrugs bei der Wahl in Georgia einleiten, deren Ergebnisse die Beamten in Georgia dazu zwingen würden, Bidens Sieg in diesem Bundesstaat für ungültig zu erklären. Als Clark Rosen mitteilte, dass Trump beabsichtigte, ihn als Ersatz für Rosen zu ernennen, erklärten sich die verbleibenden leitenden Angestellten des Ministeriums – darunter Donoghue und der Assistant Attorney General für das Büro des Rechtsberaters Steven Engel – bereit, im Falle einer Absetzung Rosens alle zurückzutreten. Nachdem Rosen und Clark Trump ihre Argumente bei einem Treffen im Weißen Haus vorgetragen hatten, beschloss der Präsident, diese Option nicht weiterzuverfolgen. Trump empfing Clark noch mehrfach im Weißen Haus. Die eigentlichen Chefs im Justizministerium, Rosen und Donoghue, erfuhren erst im Nachhinein davon.
Clark bestritt, dass er geplant habe, Rosen zu ersetzen, der Clark als Mentor begleitet hatte, als beide bei der Anwaltskanzlei Kirkland & Ellis arbeiteten, oder dass er irgendwelche Maßnahmen auf der Grundlage von ungenauem Material empfohlen habe. Er fügte hinzu, dass er aufgrund rechtlicher Privilegien nicht über Gespräche mit Trump oder mit Anwälten des Justizministeriums sprechen könne. Clark wies ferner darauf hin, dass er der federführende Unterzeichner des Schreibens des Justizministeriums gewesen sei, das sich gegen die Behauptung wandte, Vizepräsident Mike Pence sei befugt gewesen, die Wahlmännerstimmen für Biden abzulehnen, als der Kongress zusammentrat, um das Ergebnis zu bestätigen.
Clarks angebliche Zusammenarbeit mit Trump, um Rosen abzusetzen und die Befugnisse des Justizministeriums zu nutzen, um die Wahlergebnisse in Georgia zu ändern, wurde von vielen Freunden, Kollegen und Bekannten Clarks mit Erstaunen zur Kenntnis genommen, die ihn zuvor als „Anwalt des Establishments“ und nicht als Teil der „Trumpistischen Fraktion der Partei“ angesehen hatten.
Am 14. Dezember 2021 veröffentlichte der Ausschuss zur Untersuchung des Sturms auf das Kapitol den Inhalt einer auf Sonntag, den 3. Januar, datierten Textnachricht von einer unbekannten Person an den Stabschef des Weißen Hauses, Mark Meadows, in der es hieß: „Ich habe gehört, dass Jeff Clark am Montag eingesetzt wird. Das ist erstaunlich. Das wird viele Patrioten glücklich machen, und ich bin persönlich sehr stolz darauf, dass du an der Spitze des Speeres stehst und ich dich einen Freund nennen kann.“

### Rücktritt und Untersuchung
Clark trat am 14. Januar 2021 vom Justizministerium zurück. Am 25. Januar 2021 leitete das Büro des Generalinspekteurs des Justizministeriums, Michael E. Horowitz, „eine Untersuchung darüber ein, ob ein ehemaliger oder derzeitiger Beamter des [Justizministeriums] einen unzulässigen Versuch unternommen hat, das [Justizministerium] zu veranlassen, das Ergebnis der Präsidentschaftswahlen 2020 zu ändern“. Anfang August sagten Rosen und Donoghue dem Generalinspektor und den Mitgliedern des Senate Committee on the Judiciary, dass Clark Trump bei dem Versuch geholfen habe, die Wahl zu unterlaufen.
Im Oktober 2021 wurde beim Berufungsgericht des District of Columbia eine Ethik-Beschwerde gegen Clark eingereicht, die sich auf sein Verhalten bei dem Versuch bezog, die Ergebnisse der Präsidentschaftswahl 2020 zu kippen.
Am 7. Oktober 2021 veröffentlichte der Senate Committee on the Judiciary neue Zeugenaussagen und einen Mitarbeiterbericht, die „offenbaren, dass wir nur einen halben Schritt von einer ausgewachsenen Verfassungskrise entfernt waren, als Präsident Donald Trump und seine Loyalisten mit einer umfassenden Übernahme des Justizministeriums drohten. Sie enthüllen auch, wie der ehemalige stellvertretende Generalstaatsanwalt der Zivilabteilung, Jeffrey Clark, zu Trumps großem Lügenanwalt wurde, der seine Kollegen im Justizministerium unter Druck setzte, um eine Annullierung der Wahl von 2020 zu erzwingen.“
Am 13. Oktober 2021 lud der Ausschuss zur Untersuchung des Sturms auf das Kapitol Clark zur Aussage und zur Vorlage von Dokumenten vor. Am 1. Dezember 2021 stimmte der Ausschuss dafür, eine Strafanzeige wegen Missachtung des Kongresses gegen Clark zu empfehlen. Am 2. Februar 2022 verweigerte er bei einem Auftritt vor dem Ausschuss die Beantwortung jeglicher inhaltlicher Fragen und berief sich dabei mehr als hundert Mal auf sein Recht, sich nicht selbst belasten zu müssen.

## Spätere Karriere
Im August 2021 wurde Clark zum Chief of Litigation und Director of Strategy der New Civil Liberties Alliance (NCLA) ernannt, die sich selbst als überparteiliche, gemeinnützige Bürgerrechtsorganisation beschreibt, deren Ziel es ist, „verfassungsmäßige Freiheiten vor Verletzungen durch den Verwaltungsstaat zu schützen“. Die NCLA wird hauptsächlich von Charles Kochs Stiftung finanziert. Der Schwerpunkt der Organisation liegt derzeit auf dem Widerstand gegen Impfvorschriften und andere mit COVID-19 zusammenhängende Verordnungen und Anordnungen. Im Oktober, nachdem Clark eine Vorladung des Kongresses bezüglich seiner Beteiligung an dem Sturm auf das Kapitol am 6. Januar erhalten hatte, verschwand sein Name von der Website der Organisation.